# Алтай (уступ)
Алтай — уступ на поверхности Луны, расположенный в юго-восточном квадранте её ближней стороны. Он назван в честь Алтайских гор и является одним из наиболее заметных лунных уступов. Алтай имеет длину около 545 км.
Юго-восточный конец уступа заканчивается по западному краю кратера Пикколомини. Затем он неравномерно изгибается к северу, поднимаясь на высоту около 1 километра. Северный конец дуги — это неправильная область без четко обозначенного окончания, где она ограничивает рельефные кратеры Теофил, Кирилл и Катарина. Этот уступ образует юго-западный край ударного бассейна Нектарис.
Эту особенность рельефа трудно обнаружить в полнолуние, когда солнечный свет падает на поверхность Луны отвесно. Он выглядит как яркая извилистая линия примерно через пять дней после новолуния и отбрасывает длинную неправильную тень примерно через четыре дня после полнолуния, когда терминатор заката находится рядом с ним, а солнечный свет падает под небольшим углом.